# Мартисова, Юлия Викторовна
Ю́лия Ви́кторовна Марти́сова (15 июня 1976, Великие Луки) — российская шоссейная велогонщица, на профессиональном уровне выступает начиная с 1994 года. Неоднократная победительница и призёрша многих престижных многодневных гонок, двукратная чемпионка России, участница летних Олимпийских игр в Пекине. На соревнованиях представляет Псковскую область, мастер спорта международного класса.

## Биография
Юлия Мартисова родилась 15 июня 1976 года в городе Великие Луки Псковской области. Училась в средней общеобразовательной школе № 5. Активно заниматься шоссейным велоспортом начала в раннем детстве, проходила подготовку в детско-юношеской спортивной школе № 3 «Олимпия», в разное время тренировалась под руководством таких специалистов как Ю. П. Карпенков, М. М. Дроздов. Состояла в Центральном спортивном клубе Военно-воздушных сил Российской Федерации.
Первого серьёзного успеха добилась в 1994 году, когда приняла участие в престижной многодневной гонке «Джиро д’Италия» и заняла второе место на седьмом её этапе. В 2000 году на чемпионате России выиграла бронзовую медаль в групповой шоссейной гонке и отметилась в гонке «Гран Букле» во Франции (женском аналоге «Тур де Франс»), где в том числе финишировала второй на третьем этапе. В следующем сезоне с победы стартовала в многодневке «Трофи д’Ор», в конечном счёте расположилась на второй строке в генеральной классификации этой гонки. На «Джиро д’Италии» 2002 года особенно успешно проехала третий и пятый этапы, заняв на них третье и второе места соответственно.
В 2005 году Мартисова стала чемпионкой России в групповой гонке и заключила контракт с профессиональной итальянской командой P.M.B. Fenix. В этом сезоне боролась за лидерство в многодневных гонках «Тур де Од» и «Тура Ардеш» во Франции (на нескольких этапах была победительницей и призёршей), добилась некоторых успехов в гонке «Джиро делла Тоскана» в Италии (третье место на третьем этапе). В 2008 году вновь одержала победу в зачёте национального первенства и присоединилась к другой итальянской команде Gauss RDZ Ormu. Выиграла третий этап «Тура Лимузена», разместившись в генеральной классификации на третьей позиции, закрыла десятку сильнейших на чемпионате мира в итальянском городе Варезе. Благодаря череде удачных выступлений удостоилась права защищать честь страны на летних Олимпийских играх в Пекине, где впоследствии показала двенадцатый результат в программе групповой шоссейной гонки.
Сезоны 2009, 2010 и 2011 годов провела не менее успешно, участвовала в крупнейших многодневных гонках Франции, Италии, Испании, Германии, на многих этапах претендовала на победу, приходила к финишу на призовых и близких к призовым позициях, тогда как в зачёте чемпионата мира в Копенгагене стала пятой. После окончания трёхлетнего контракта с P.M.B. Fenix перешла в команду Be Pink из Италии, выступила помимо прочего в женском «Туре Адыгеи», где одержала победу в первом стартовом этапе и финишировала четвёртой на третьем этапе, заняв в общем зачёте восьмое место. Начиная с 2013 года представляла литовскую команду Forno d'Asolo Colavita, в её составе была десятой в генеральной классификации «Тура острова Чунмин» в Китае.
Имеет высшее образование, окончила Великолукский государственный институт физической культуры (ныне Великолукская государственная академия физической культуры). За выдающиеся спортивные достижения удостоена почётного звания «Мастер спорта России международного класса».

### Статистика выступления наГранд-турах
| Гонка / Год          | 1994           | 1995           | 1996           | 1997           | 1998           | 1999           | 2000           | 2001           | 2002           | 2003           | 2004           | 2005           | 2006 | 2007 | 2008 | 2009 | 2010           | 2011           | 2012           |
| -------------------- | -------------- | -------------- | -------------- | -------------- | -------------- | -------------- | -------------- | -------------- | -------------- | -------------- | -------------- | -------------- | ---- | ---- | ---- | ---- | -------------- | -------------- | -------------- |
| Гранд Букль феминин  | —              | —              | —              | —              | —              | —              | —              | 29             | 25             | 20             | —              | —              | —    | —    | —    | —    | не проводилась | не проводилась | не проводилась |
| Рут де Франс феминин | не проводилась | не проводилась | не проводилась | не проводилась | не проводилась | не проводилась | не проводилась | не проводилась | не проводилась | не проводилась | не проводилась | не проводилась | —    | —    | —    | 12   | —              | —              | —              |
| Тур де л'Од феминин  | —              | —              | —              | —              | —              | —              | —              | 24             | 32             | —              | —              | 27             | —    | 11   | 20   | 24   | 38             | не проводилась | не проводилась |
| Джиро д’Италия Донне | 51             | —              | —              | —              | —              | —              | —              | 33             | 10             | 30             | 32             | 39             | —    | 14   | 31   | 44   | 44             | 55             | 81             |

### Рейтинги
| Год                 | 2009 | 2010 | 2011 | 2012  | 2013  |
| ------------------- | ---- | ---- | ---- | ----- | ----- |
| Мировой рейтинг UCI | 39-й | 54-й | 26-й | 196-й | 160-й |
|                     |      |      |      |       |       |
| Источник: UCI       |      |      |      |       |       |